# Simon Durivage
Pour les articles homonymes, voir Durivage.
Simon Durivage, né le 10 décembre 1944 à Montréal, est un journaliste et animateur de télévision québécois.

## Biographie
Il a été engagé par Radio-Canada en 1968 comme collaborateur à l'émission Présent. Depuis, il a animé plusieurs émissions : Consommateurs avertis, Enjeux, Le Point, Montréal-Express, Montréal ce soir et Rédacteur en chef .
De l'automne 1997 au printemps 2002, il travaille à TVA où il est chef d'antenne du TVA édition réseau, et il y anime le bulletin de nouvelles de 22 h de ce réseau. En 2002, il quitte TVA pour retourner à Radio-Canada. De 2004 à 2006, il y anime l'émission simondurivage.com, une émission d'actualité. Dès 2006, il est chef d'antenne pendant la journée au Réseau de l'information (RDI), la chaîne d'information continue de Radio-Canada. 
Il anime aussi Le Club des ex, un concept utilisant trois anciens députés de l'Assemblée nationale qui commentent des évènements politiques ou sociaux pendant 60 minutes du lundi au jeudi à 12 h 30 à RDI. Ce concept est repris le vendredi avec des députés actuels de l'Assemblée nationale ou de la Chambre des communes, dans Le match des élus.
Durivage a pris sa retraite du Journalisme le 19 juin 2015 après 46 ans de carrière,.

## Prix et distinctions
- Prix Gémeaux à cinq reprises
- Prix MetroStar
- Prix René-Lévesque

- 2014 -  Membre de l'Ordre du Canada[4]